# 릴리 도널드슨
릴리 모니카 도널드슨(영어: Lily Monica Donaldson, 1988년 1월 27일 ~ )은 잉글랜드의 모델이다.